# Стукалова Балка
Стукалова Балка — село (до 2010 — селище) в Україні, у Луганській міській громаді Луганського району Луганської області. Населення становить 153 особи.

## Історія

### Війна на сході України
У селі під час антитерористичної операції 2014 року був блок-пост українських силовиків, якого неодноразово обстрілювали. Під час АТО на дачі нардепа-комуніста Спірідона Кілінкарова у цьому селі бійці батальйону "Айдар" знайшли склад зброї, якого намагались приховати як тутешні політики, так і міліція.